# Campeonato Sergipano de Futebol Feminino de 2017
O Campeonato Sergipano de Futebol Feminino de 2017 será a 2º edição da divisão principal do campeonato estadual de Sergipe, cujo nome oficial é Sergipão Feminino 2016.A equipe campeã conquistará vaga para a Copa do Brasil Feminina de 2017 e para o Campeonato Brasileiro Feminino - Série A2 de 2018.

## Regulamento
O Campeonato Sergipano de Futebol Profissional da Série A-1 de 2016 foi disputado em três fases:
- a) 1ª Fase – Classificatória
- b) 2ª Fase – Semifinal
- c) 3ª Fase – Final

Na primeira fase, Classificatória, serão três grupos com três clubes cada regionalizado, as equipes jogaram entre si partida de ida e volta dentro dos seus grupos. Classificaram-se para a semifinal (segunda fase) as melhores equipes de cada grupo e o melhor segundo colocado. A Grande Final será disputada em duas partidas, nas quais os vencedores das semifinais farão em dois jogos a disputa do título.

### Critério de desempate
Os critério de desempate foram aplicados na seguinte ordem:
1. Maior número de vitórias
2. Maior saldo de gols
3. Maior número de gols pró (marcados)
4. Maior número de gols contra (sofridos)
5. Confronto direto
6. Sorteio

## Primeira Fase

### Grupo A
| Pos. | Equipe           | Pts | J | V | E | D | GP | GC | SG  |
| ---- | ---------------- | --- | - | - | - | - | -- | -- | --- |
| 1    | Boca Júnior-SE   | 12  | 4 | 4 | 0 | 0 | 14 | 3  | +11 |
| 2    | Desportiva Barra | 3   | 3 | 1 | 0 | 2 | 6  | 6  | 0   |
| 3    | Coritiba-SE      | 0   | 3 | 0 | 0 | 3 | 0  | 11 | -11 |

### Grupo B
| Pos. | Equipe             | Pts | J | V | E | D | GP | GC | SG |
| ---- | ------------------ | --- | - | - | - | - | -- | -- | -- |
| 1    | Real Sergipe       | 7   | 3 | 2 | 1 | 0 | 7  | 2  | +5 |
| 2    | Canindé            | 7   | 3 | 2 | 1 | 0 | 6  | 2  | +4 |
| 3    | Rosário Central-SE | 0   | 4 | 0 | 0 | 4 | 2  | 11 | -9 |

### Grupo C
| Pos. | Equipe        | Pts | J | V | E | D | GP | GC | SG  |
| ---- | ------------- | --- | - | - | - | - | -- | -- | --- |
| 1    | Força Jovem   | 9   | 4 | 3 | 0 | 1 | 12 | 4  | +8  |
| 2    | Santos Dumont | 9   | 4 | 3 | 0 | 1 | 10 | 4  | +6  |
| 3    | Aquidabã      | 0   | 4 | 0 | 0 | 4 | 0  | 12 | -12 |

## Desempenho por rodada
| Grupo | 1           | 2           | 3           | 4           | 5           | 6           |
| A     | BOCA JÚNIOR | BOCA JÚNIOR | BOCA JÚNIOR | BOCA JÚNIOR | BOCA JÚNIOR | BOCA JÚNIOR |
| B     | CANINDÉ     | CANINDÉ     | CANINDÉ     | CANINDÉ     | REAL        |             |
| C     | FJV         | SDU         | FORÇA JOVEM | FORÇA JOVEM | FORÇA JOVEM | FORÇA JOVEM |

| Grupo | 1               | 2               | 3               | 4               | 5               | 6        |
| A     | DBA             | CORITIBA        | CORITIBA        | CORITIBA        | CORITIBA        |          |
| B     | ROSÁRIO CENTRAL | ROSÁRIO CENTRAL | ROSÁRIO CENTRAL | ROSÁRIO CENTRAL | ROSÁRIO CENTRAL |          |
| C     | AQUIDABÃ        | AQUIDABÃ        | AQUIDABÃ        | AQUIDABÃ        | AQUIDABÃ        | AQUIDABÃ |

### Índice técnico
| Clube            | Pts | J | V | E | D | GP | GC | SG | Grupo   |
| ---------------- | --- | - | - | - | - | -- | -- | -- | ------- |
| Santos Dumont    | 9   | 4 | 3 | 0 | 1 | 10 | 4  | +6 | Grupo C |
| Canindé          | 7   | 3 | 2 | 1 | 0 | 6  | 2  | +4 | Grupo B |
| Desportiva Barra | 3   | 3 | 1 | 0 | 2 | 6  | 6  | 0  | Grupo A |

## Fase final
|  | Semifinais     | Semifinais     | Semifinais | Semifinais |   |  | Final | Final | Final | Final |
|  |                |                |            |            |   |  |       |       |       |       |
|  | Canindé        |                |            |            |   |  |       |       |       |       |
|  | Força Jovem    |                |            |            |   |  |       |       |       |       |
|  |                | Canindé        | 7          | -          | 7 |  |       |       |       |       |
|  |                |                |            |            | 7 |  |       |       |       |       |
|  |                | Boca Júnior-SE | 2          | -          | 2 |  |       |       |       |       |
|  | Boca Júnior-SE | Boca Júnior-SE | 2          | -          | 2 |  |       |       |       |       |
|  |                |                |            |            |   |  |       |       |       |       |
|  | Santos Dumont  |                |            |            |   |  |       |       |       |       |

| Sergipão Feminino 2017 |
| Sergipe                |
| ---------------------- |
| Canindé (1º título)    |